# Stor-Mörttjärnen, Medelpad
Stor-Mörttjärnen är en sjö i Sundsvalls kommun i Medelpad och ingår i Selångersåns huvudavrinningsområde.